# Suarez baobab
De suarez baobab (Adansonia suarezensis) is een boom uit de kaasjeskruidfamilie. De soort is endemisch in Madagaskar.

## Beschrijving
De Suarez baobab is een grote massieve, tot 25 meter hoge bladverliezende loofboom met een grijsbruine gladde schors. De lange cilindervormige stam kan een diameter van 2 meter bereiken. De korte dikke takken staan horizontaal boven aan de stam en vormen een horizontale kroon. Volgroeide bladeren zijn handvormig en bestaan uit zeven tot negen bladeren aan 16 centimeter lange bladstelen. Het kale blad is langwerpig, 10,5 tot 15,5 centimeter lang en 3 tot 6 centimeter breed en hebben een geelgroene kleur.
De alleenstaande bloemen staan oprecht. Hun kelkbladen zijn 7 centimeter lang en 2 centimeter breed. De rode, smalle omgekeerde eivormige bloemkroon is 7 tot 8 centimeter lang en 2 centimeter breed. De talrijke meeldraden zijn met een 0,7 tot 1,2 centimeter lange buis met een 6 tot 7 centimeter lange vrije spits vergroeid. De bloemen worden onder andere bestoven door madagaskarpalmvleerhonden.
De bloeiperiode loopt van eind mei tot begin juli. De bungelende langwerpige vruchten zijn rijp in november en zijn 20 tot 25 centimeter lang en tot 10 centimeter breed. Ze bevatten niervormige zaden.

## Gebruik
De vruchten en zaden worden gegeten. Uit de bast wordt een medicijn tegen diabetes gemaakt.

## Verspreiding
De Suarez baobab komt voor in droge loofbossen op kalksteen, gelegen in het uiterste noorden van Madagaskar, in de buurt van de Antsirananabaai. Verder naar het zuiden bevindt zich ook een populatie in het Mahory-bos, gelegen tussen Ankarana en de Analamera Reserves. De soort staat op de Rode Lijst van de IUCN geklasseerd als 'bedreigd'.
... · 
A. digitata (Afrikaanse baobab) · 
A. grandidieri (Baobab van Grandidier) · 
A. gregorii (Australische baobab) · 
A. madagascariensis (Malagassische baobab) · 
A. perrieri (Baobab van Perrier) · 
A. rubrostipa (Fony baobab) · 
A. suarezensis (Suarez baobab) · 
A. za (Za baobab) · 
...